# Ninurta
Ninurta est une divinité de la mythologie mésopotamienne. Il s'agit d'un dieu guerrier, associé au triomphe militaire contre les forces malfaisantes, et aussi d'une divinité agraire.

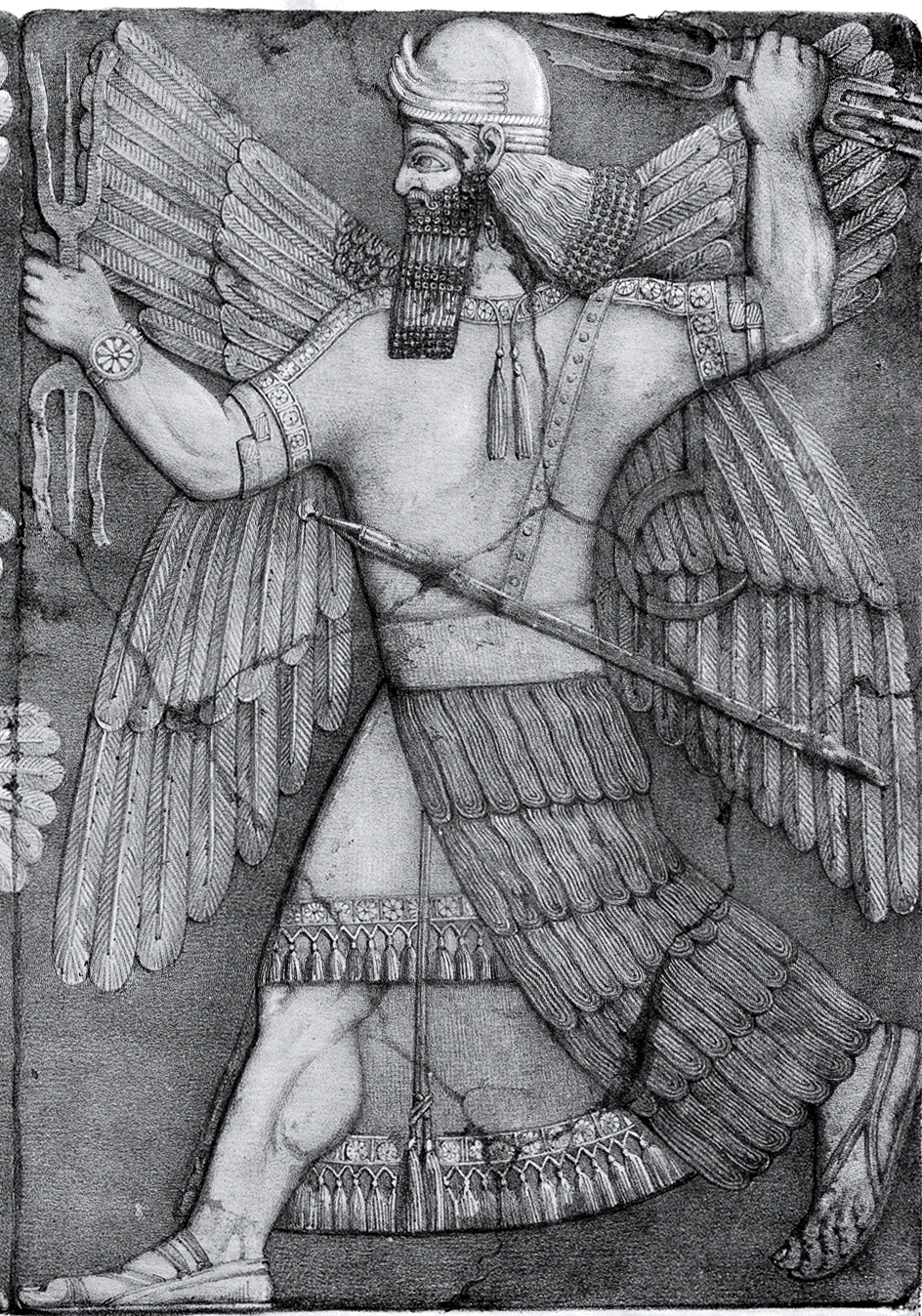
Possible représentation de Ninurta, d'après un bas-relief du temple de Ninurta à Kalhu, 883-859 av. J.-C.

## Caractéristiques
Fils de Enlil et de Ninmah. Sa parèdre est Gula, une déesse liée à la guérison qui était connue sous différents noms selon les époques.
Ninurta est à l'origine une divinité de la ville de Nippur, où se trouve son grand temple, auprès de celui de son père Enlil ; c'est peut-être le dieu tutélaire de la ville. Il présente des liens très forts avec Ningirsu, le dieu de la ville de Girsu, grande divinité du royaume de Lagash. Les deux sont souvent confondus, et Ninurta reprend les traits de Ningirsu lorsqu'il perd en importance avec le déclin de Lagash, Ningirsu étant vu comme une variante locale de Ninurta.
Ninurta a un aspect guerrier. Il est souvent représenté tenant un arc et une flèche et accompagné d'un lion (figure allégorique du chasseur). Il possède aussi une massue appelée Sharur ou Sarur "broyeuse de Multitudes" qui est douée de parole et est capable de se mouvoir seule.
Il s'agit également d'une divinité agraire, liée en particulier aux travaux des champs, notamment les labours et l'irrigation.
Lorsque le roi Assurnasirpal II décide de déplacer la capitale de l'Assyrie à Kalkhu, le premier temple à y être bâti est celui de Ninurta. En sa qualité de dieu victorieux, Ninurta jouit en effet d'une grande popularité auprès des souverains assyriens.

## Mythologie

### Le mythe du Lugal-e
Les principales informations concernant Ninurta proviennent d'un poème dont le titre vient des premiers mots, Lugal-e, signifiant "Ô, Roi-Guerrier!". L'histoire est celle du combat entre Asag, le chef des rochers et plantes des hautes montagnes révoltées, et Ninurta. Celui-ci "accompagné d'une tempête de feu" écrasa les forces de la nature. Mais Asag se montra plus difficile à vaincre. Le géant de pierre fit déferler sur le dieu d'énormes glissements de terrain et de rochers. Sharur, qui avait prévenu Ninurta de la puissance d’ Asag, prit alors conseil auprès d'Enlil qui lui apprit que seule la pluie permettrait à son maître de transpercer Asag de sa lance.

### Le mythe de Zu
Un jour, alors que l'oiseau-tempête Anzû dérobe les tablettes du Destin, Ninurta le combat, lui brise les ailes, et rapporte les tablettes à Enki. Une autre version dit que, lors du combat, les tablettes sont tombées dans les profondeurs de l'Apsû. Face au refus du dieu Enki de restituer les tablettes perdues, Ninurta tue son messager. Enki rétorque en créant une tortue géante qui mord les orteils de Ninurta et le précipite dans un puits. C'est à la suite des suppliques de la mère de Ninurta, Ninlil, qu'Enki accepte de libérer Ninurta du puits,.

### Le déluge
Dans le poème d'Atrahasis, on apprend que, dans la lignée du souhait d'Enlil de mettre fin à l'humanité, Ninurta aurait en partie provoqué le déluge en  laissant déborder les barrages célestes.